# Hypsiops
Hypsiops es un género extinto de "oreodonte" de la familia Merycoidodontidae , endémico de América del Norte que vivió entre el Oligoceno superior y el Mioceno inferior hace entre 24,8—16,3 millones de años aproximadamente.

## Taxonomía
Hypsiops fue nombrado por Schultz y Falkenbach (1950). Fue asignado a Merycoidodontidae por Schultz y Falkenbach (1950) y Lander (1998).

## Morfología
M. Mendoza examinó dos especímenes para averiguar su masa corporal. Se estimó que el primer espécimen pesaba 118,6 kg (261,5 lb). Se estimó que el segundo espécimen pesaba 223 kg (491,6 lb).

## Distribución fósil
Los fósiles han sido descubiertos en todo el oeste de los Estados Unidos, en Oregón, Montana, Wyoming, así como en Nebraska

## Especies
H. bannackensis (syn. Pseudomesoreodon boulderensis, Pseudomesoreodon rolli), H. breviceps (sin. H. johndayensis, Pseudomesoreodon rooneyi, Ticholeptus brachymelis, Ticholeptus petersoni.